# Ernst Ruska

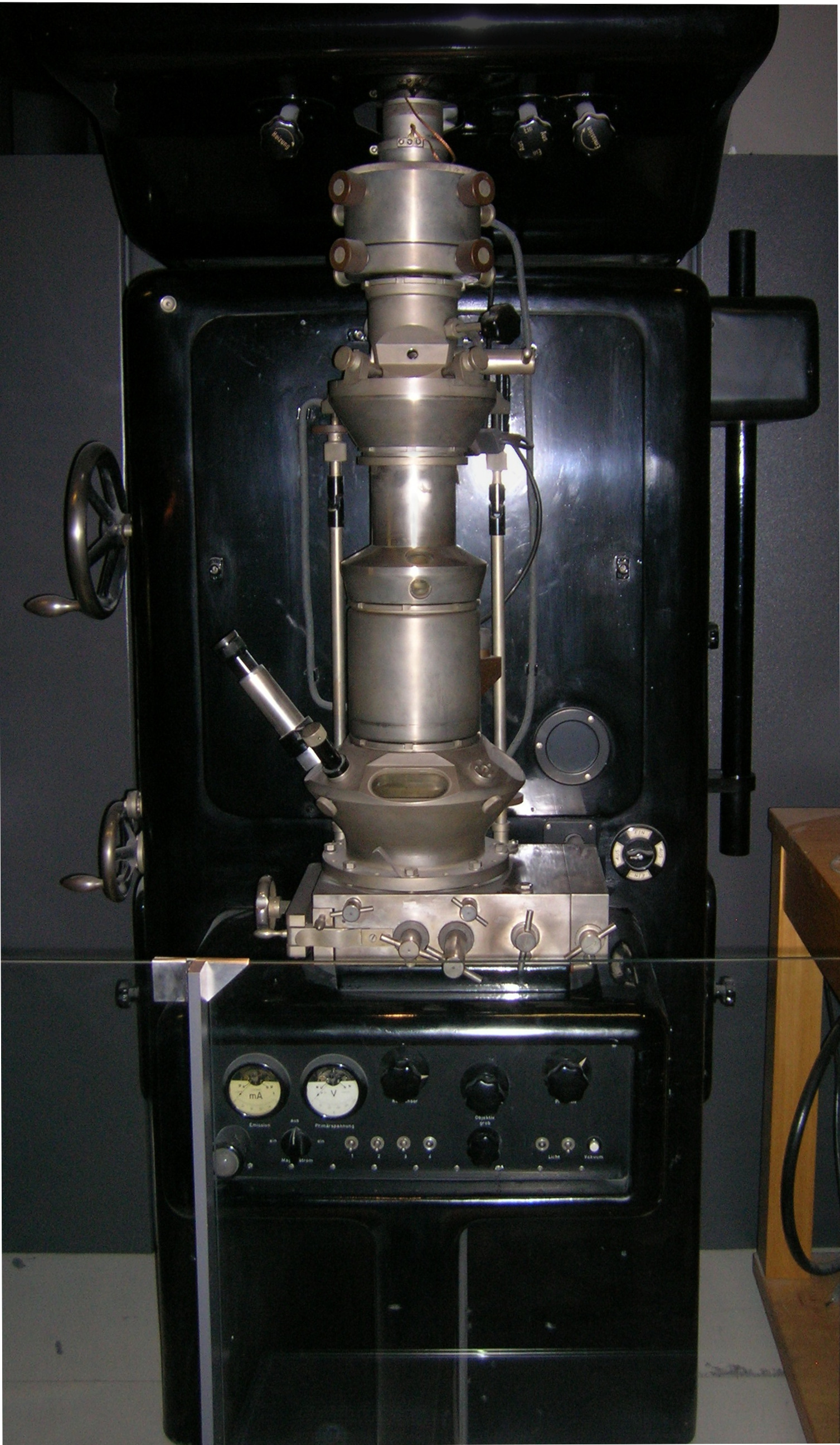
Microscopul electronic construit de Ernst Ruska în 1933

Ernst August Friedrich Ruska (n. 25 decembrie 1906, Heidelberg, Imperiul German – d. 27 mai 1988, Berlinul Occidental, Germania sub ocupație aliată) a fost un inginer și fizician german, laureat al Premiului Nobel pentru Fizică în 1986, pentru lucrările sale fundamentale în optica electronică și pentru construirea primului microscop electronic. Ruska a primit o jumătate de premiu, cealaltă fiind împărțită de Gerd Binnig și Heinrich Rohrer pentru alte realizări în domeniul opticii electronice.

## Biografie
Ruska s-a născut în Heidelberg. A studiat la Universitatea Tehnică München între 1925 și 1927 și apoi s-a înscris la Universitatea Tehnică Berlin, unde a descoperit că microscoape cu electroni, cu lungimi de undă de 1 000 de ori mai mici decât cele din spectrul luminii vizibile, pot furniza imagini mai detaliate ale unui obiect decât microscoapele cu lumină, la care puterea de mărire este limitată de lungimea de undă. În 1931, Ruska a construit prima lentilă electronică și a folosit câteva astfel de lentile în serie pentru a construi primul microscop electronic în 1933. 
Ruska a lucrat la Siemens-Reiniger-Werke AG ca cercetător între 1937 și 1955 și apoi a fost director al Institutului de Microscopie Electronică din Institutul Fritz Haber între 1955 și 1972. În același timp, Ruska a fost și profesor la Universitatea Tehnică Berlin, din 1957 până la pensionarea sa în 1972. În 1986, a primit jumătate din Premiul Nobel pentru Fizică pentru realizările sale în optica electronică; Gerd Binnig și Heinrich Rohrer au împărțit cealaltă jumătate pentru dezvoltarea microscopului electronic cu scanare. A murit în Berlinul Occidental în 1988.